# The JoJoLands
The JoJoLands (ザ・ジョジョランズ ?, Za JoJoranzu) è la nona parte del manga Le bizzarre avventure di JoJo di Hirohiko Araki. È stata annunciata nel settembre 2021 ed ha iniziato la serializzazione dal 17 febbraio 2023 sulla rivista Ultra Jump di Shūeisha.
Rappresenta la terza parte che si svolge all'interno dell'universo di Steel Ball Run, ove il protagonista è Jodio Joestar, nipote di Joseph Joestar, in un viaggio in cui diventerà estremamente ricco nelle isole subtropicali delle Hawaii.

## Trama
2023, Hawaii, i fratelli Jodio e Dragona Joestar, 15 e 18 anni, nipoti di Joseph Joestar, lavorano insieme in attività illegali per provvedere e proteggere la madre, Barbara Ann Joestar, figlia di Joseph e sorella di Holly Joestar-Kira. Jodio dichiara che questa storia parla di come è diventato schifosamente ricco. Insieme ai due fratelli lavora anche Paco Laburantes, un ragazzo di 19 anni, ma che frequenta ancora le superiori, cleptomane. Tutti e tre lavorano per un'associazione criminale capitanata dalla preside della loro scuola, Meryl Mei Qi. Il primo incarico dato da Meryl ai ragazzi che viene mostrato è quello di rubare un diamante dal valore di 6 milioni di dollari dalla villa di un uomo giapponese arrivato nelle isole delle Hawaii pochi giorni prima. Ai tre ragazzi si aggiunge anche Usagi Aloha'oe, ragazzo di 17 anni, studente della loro stessa scuola superiore e utilizzatore di droghe, cliente di Jodio.
Arrivati alla villa si accorgono che non sarà un lavoro facile. Il giapponese altri non è che il noto mangaka Rohan Kishibe che teneva il diamante in una cassaforte, insieme a dei frammenti di roccia lavica. La banda ruba sia il loro obiettivo primario che questa bizzarra roccia. Rohan stava studiando queste rocce, apparentemente. I nostri protagonisti vengono tuttavia scoperti e attaccati dal mangaka riuscendo, però. a ribaltare la situazione. Piano piano si accorgono che la roccia lavica che avevano preso attirava verso di sé gli oggetti di valore. Vengono in seguito attaccati, oltre che da dei gatti portatori di stand, da un misterioso nemico anche esso portatore di stand, capace di camuffarsi grazie alla sua pelle sabbiosa.
Capito che non è una cattiva persona, Charming Man, nome dell'ormai ex nemico, entra a far parte della banda. La chiave di tutto sembra essere il monte Hualalai, situato sull'isola di Hawaii, luogo dove non solo sembrerebbero originarsi le rocce laviche, ma anche dove è scomparso il fratello di Charming Man. Raccontato tutto ciò che è successo a Meryl Mei Qi, le viene un'idea: impossessarsi dei terreni appartenenti alla misteriosa compagnia di infrastrutture Howler, tra cui lo stesso monte Hualalai, avvicinando la roccia lavica agli atti di proprietà degli stessi. Fatto questo, però, Usagi viene attaccato da uno stand che si era insinuato all'interno del suo corpo.

## Personaggi

### Protagonisti
Jodio Joestar (ジョディオ・ジョースター?, Jodio Jōsutā)
Protagonista della serie. È un gangster quindicenne che vive alle Hawaii con suo fratello maggiore Dragona e sua madre Barbara Ann Joestar. Da quando aveva 11 anni svolge l'incarico di fattorino per dei criminali, al fine di mantenere la madre. Secondo il profilo psicologico sembra avere un disturbo antisociale della personalità. Il suo stand si chiama November Rain (11月の雨?, Nōbenbā Rein) e ha un aspetto umanoide. Il suo potere consiste nel creare gocce di pioggia localizzate, che possono schiacciare i suoi avversari.
Dragona Joestar (ドラゴナ・ジョースター?, Doragona Jōsutā)
Dragona è il fratello maggiore di Jodio Joestar dall'aspetto androgino e lavora al suo fianco come gangster alle Hawaii. Dragona viene chiamato "fratello maggiore" dal protagonista, ma in giapponese usa pronomi femminili in prima persona. Aiuta il fratello Jodio, al quale è legato, per mantenere la madre. Il suo stand Smooth Operators (スムース・オペレイターズ?, Sumūsu Opereitāzu) è formato da una colonia di piccoli stand simili a robot, che sono in grado di afferrare e spostare qualsiasi cosa, anche se l'oggetto interessato dovrebbe essere fissato in posizione.
Paco Laburantes (パコ・ラブランテス?, Pako Raburantesu)
È un compagno di classe di 19 anni di Jodio e fa parte della sua banda. Proviene da una famiglia violenta, suo padre gli ha staccato parzialmente un orecchio e si dedica al furto come se fosse uno sport. Il suo stand, The Hustle (ザ・ハッスル?, Za Hassuru), è in grado di gonfiare i muscoli del portatore o di chiunque tocchi, per aggrapparsi agli oggetti senza usare le mani, il che lo aiuta sia nei giochi di prestigio che nel combattimento.
Usagi Alohaoe (ウサギ・アロハオエ?, Usagi Arohaoe)
È uno studente di 17 anni nonché cliente di Jodio e Paco. Meryl Mei Qi lo assume come quarto membro nella rapina per sottrarre un diamante blu da 24 carati dalla villa di Rohan Kishibe. Sebbene il resto della banda lo consideri un ostacolo e un tossicodipendente, cerca di essere disponibile e amichevole con ogni membro in ogni occasione. Il suo stand The Matte Kudasai (ザ・マッテ・クダサイ?, Za Matte Kudasai) ha la capacità di trasformarsi in un qualsiasi oggetto esistente a patto che a desiderarlo non sia lo stesso portatore.
Charmingman (チャーミングマン?, Chāminguman)
È un ragazzo di 21 anni. Ha un fratello di nome Mauka scomparso nei pressi del vulcano Hualālai. Dopo essere entrato in conflitto con Jodio e la sua gang per la roccia lavica, in quanto pensa possa esserci un collegamento con la sparizione di suo fratello, Paco lo recluta nei loro ranghi. Il suo stand Bigmouth Strikes Again (ビッグマウス・ストライクス・アゲイン?, Biggumausu Sutoraikusu Agein) gli consente di scomporre la sua pelle in sabbia che può manipolare liberamente, consentendogli di apparire come qualsiasi cosa, da altre persone a mimetizzarsi completamente con lo scenario circostante.
Meryl May Qi (マリル・メイ・チー?, Mariru Mei Chī)
È la preside della McKinley High School e proprietaria della boutique di moda dove lavora Dragona. Inoltre si è rivelata essere il capo della banda di cui Jodio e i suoi compagni fanno parte. Ordina alla banda di compiere una rapina sulla Grande Isola e chiede loro di portare con sé Usagi Alohaoe. Dopo il ritorno del gruppo, decide di fargli prendere il controllo della Howler usando la Pietra Lavica.

### HOWLER Co.
È una compagnia di infrastrutture quotata circa 50 miliardi di dollari a cui appartengono numerose terre nello stato delle Hawaii. Sebbene affermino di essere ambientalisti, si ritiene che l'azienda sia coinvolta in attività illegali, ma non ne è stata resa pubblica alcuna prova, dato che gli utilizzatori di Stand vengono impiegati per eliminare coloro che indagano troppo a fondo sull'azienda. Meryl invia la banda di Jodio ad aiutarla a impossessarsi di tutti i beni dell'azienda attraverso la Roccia Lavica.
- Acca Howler (アッカ・ハウラー?, Akka Haurā) ha 42 anni ed è a capo dell'ottava generazione della famiglia. Ricco e arrogante, si abbandona ai suoi lussi e ama ostentare la sua immensa ricchezza e il suo potere. Da bambino, ad Acca venne raccontato dal nonno il potere della roccia lavica e come avesse salvato la famiglia dalla miseria alla fine degli anni '60. Anni dopo, ereditò la Howler Company e stabilì una sede centrale a Honolulu dopo aver ricevuto un prestito di 38 miliardi di dollari dalla Dolphin Bank. Anche lui è un portatore di stand.
- Lulu (ルル?, Ruru) è una giovane ragazza affiliata alla compagnia Howler che collabora con Bobby Jean. A lei e Bobby Jean viene assegnato il compito di sbarazzarsi della banda di Jodio quando questi tentano di ottenere i titoli di proprietà dell'azienda, ma in seguito viene tenuta in ostaggio a Iko Iko. Il suo stand Bags Groove (バグス・グルーヴ?, Bagusu Gurūvu) è composto da più unità, che attaccano indistintamente qualsiasi persona cerchi di indagare sulle terre della Howler. Possono infiltrarsi nei corpi delle persone e viaggiare attraverso i loro vasi sanguigni, provocando lesioni interne che portano a sintomi e condizioni simili a malattie come edema polmonare o cancro.
- Bobby Jean (ボビー・ジーン?, Bobī Jīn) è un agente affiliato della Howler che agisce in coppia con Lulu e si occupa di investigare sui tre ragazzi recatisi al catasto di stato delle Hawaii per consultare gli atti di proprietà delle terre, perdendo la vita nello scontro con Jodio. Il suo stand Glory Days (グローリー・デイズ?, Gurōrī Deizu) è capace di controllare la velocità e i movimenti dei proiettili che spara dalla sua pistola.
- Key West (キー・ウエスト?, Kī Uesuto) è una avvocatessa affiliata della Howler che lavora con Lem Chabang e Ningbo per trovare Lulu e i colpevoli che vogliono rubare i beni della Howler. Rimane insieme con Howler come consulente per proteggere i suoi possessi dalla Dolphin Bank. È implicato che lei sia una portatrice di Stand, di cui le abilità sono ancora ignote.
- Lem Chabang (レムチャバン?, Remu Chaban) è un agente di polizia affiliata della Howler che lavora con Key West e Ningbo per trovare Lulu e i colpevoli che vogliono rubare i beni della Howler. Il suo stand Lyin' Eyes  (偽りの瞳?, Itsuwari no Hitomi) le consente di far crescere dei nematodi sui suoi occhiali da sole, con cui riesce a rintracciare le persone attraverso il rilascio di ormoni dello stress, e capire anche se una persona sta mentendo o no.
- Ningbo (寧波?, Ninbō) è un pompiere affiliato della Howler che lavora con Key West e Lem Chabang per trovare Lulu e i colpevoli che vogliono rubare i beni della Howler. Rapisce e tortura Meryl Mei per risalire ai colpevoli, rimanendo successivamente ucciso in uno scontro con Paco e Usagi. Il suo stand 200 Baloons (200トゥハンドレッドバルーンズ?, Tuhandoreddo Barūnzu) gli consente di gonfiare persone e oggetti che tocca come dei palloncini, facendoli fluttuare finché non colpiscono qualcosa ed esplodono.

### Altri personaggi
Barbara Ann Joestar (バーバラ・アン・ジョースター?, Bābara An Jōsutā)
Barbara Ann è la seconda figlia di Joseph Joestar e Suzie Q. Madre di Dragona e Jodio, ha dovuto crescere i due figli da sola in seguito alla separazione con il padre.
Rohan Kishibe (岸辺 露伴?, Kishibe Rohan)
Rohan Kishibe è un famoso mangaka in vacanza alle Hawaii per condurre ricerche su delle rocce laviche in grado di attirare oggetti di valore. Il suo stand Heaven's Door (ヘブンズ・ドアー?, Hebunzu Doā) gli permette di leggere i ricordi di una qualsiasi persona come se fosse un libro.
Wild Cat Size (ワイルド・キャット・サイズ?, Wairudo Kyatto Saizu)
Un trio di gatti che appartiene a Charming Man. Affrontano il gruppo di Jodio in una foresta nei pressi della villa di Rohan Kishibe. Il loro stand è Cat Size (キャット・サイズ?, Kyatto Saizu) uno stand a forma di filo che si stringe attorno al nemico.

## Manga
JoJoLands è scritto e disegnato da Hirohiko Araki. È stato annunciato nell'agosto 2021 dopo la conclusione di JoJolion, la parte precedente de Le bizzarre avventure di JoJo, e ha iniziato la serializzazione sulla rivista mensile per manga seinen Ultra Jump di Shueisha il 17 febbraio 2023. La pubblicazione del primo volume in formato tankōbon è avvenuta il 18 agosto 2023. In Italia la serie è stata annunciata durante il Lucca Comics & Games 2024 da Star Comics, che ne ha iniziato la pubblicazione il 20 maggio 2025.